# Aftenbladet
Aftenbladet – norweski dziennik, wydawany w Oslo.
Został założony w roku 1855 jako kontynuacja satyrycznego pisma „Krydseren”, z tym samym redaktorem naczelnym, Ditmarem Meidellem. Od roku 1859 działem politycznym gazety kierował Bjørnstjerne Bjørnson. W tym piśmie po raz pierwszy opublikowano jego wiersz Ja, vi elsker dette Landet, późniejszy norweski hymn narodowy, oraz opowiadanie Dziarski chłopak (En glad Gut, 1860). „Aftenbladet” był dziennikiem liberalnym, opozycyjnym w stosunku do „Morgenbladet”. Przestał się ukazywać w roku 1881.